# Rudnik (distrikt i Bulgarien, Varna)
Rudnik (bulgariska: Рудник) är ett distrikt i Bulgarien.   Det ligger i kommunen Obsjtina Dolni tjiflik och regionen Oblast Varna, i den östra delen av landet, 400 km öster om huvudstaden Sofia.
I omgivningarna runt Rudnik växer i huvudsak lövfällande lövskog. Runt Rudnik är det ganska glesbefolkat, med 24 invånare per kvadratkilometer.